# Carol Zardetto
 (mars 2023).
Carol Zardetto, née en 1960 à Guatemala, est une romancière, avocate, scénariste et diplomate guatémaltèque, et fait partie de la génération d'écrivains guatémaltèques qui ont grandi à l'ombre de la guerre civile guatémaltèque, qui a duré 36 années,.

## Biographie
Carol Zardetto est diplômée en droit. Elle exerce la profession d'avocat et est nommée vice-ministre de l'Éducation en 1996 sous la présidence d'Álvaro Arzú et consul à Vancouver, Canada de 1997 à 2000. Elle occupe également le poste de consultante concernant les questions de transparence et de lutte contre la corruption dans l’administration publique.
Elle est co-auteure de la chronique de critique de théâtre "Butaca de dos" dans le journal Siglo 21 et depuis 2007, elle est chroniqueuse pour elPeriódico. En 2004, son premier roman, Con pasión absoluta, a remporté le prix du roman centraméricain Mario Monteforte Toledo.
L'année suivante, elle écrit le livret de l'opéra guatémaltèque Tatuana, sur une musique de Paulo Alvarado, basée sur la légende guatémaltèque du même nom ; en 2013, alors que l'opéra est encore inédit, Carol Zardetto déclare dans une interview qu'elle envisage d'écrire un roman du même nom, titre qui ferait « une enquête plus approfondie sur la condition des femmes pendant la colonie du Guatemala ». Elle écrit des essais dans divers magazines et ses nouvelles sont sélectionnées dans plusieurs anthologies.
Son court métrage La Flor del Café est nommé pour le meilleur court métrage documentaire au Festival du film d'Ícaro 2010.

## Ouvrages
- Con pasión absoluta, roman, F & G Editores, Guatemala, 2005
- El discurso del loco: cuentos del Tarot, edición ilustrada, F & G, Guatemala, 2009.  (ISBN 999399510X),  (ISBN 9789993995104), 2009[5]
- La ciudad de los minotauros, roman, Alfaguara, 2016.  (ISBN 6073144563),  (ISBN 9786073144568)
- Cuando los Rolling Stones llegaron a la Habana, roman, Alfaguara, 2019

## Crédit d'auteurs
- (es) Cet article est partiellement ou en totalité issu de l’article de Wikipédia en espagnol intitulé « Carol Zardetto » (voir la liste des auteurs).